# Патрициан
Патрициан (V век) — святой епископ шотландский. День памяти — 10 октября.
Святой Патрициан (Patrician) был смещён с епископской кафедры саксонскими захватчиками. Он скончал свои дни на острове Мэн.

## Тропарь, глас 1
Driven from the See in Strathclyde by the Saxon hordes,/
thou wast sheltered by the Manx people/
to whom thou didst preach the life-giving Gospel of Christ,/
O Hierarch Patrician./
In thy patience and love for all, remember those who now cry to thee/
and beseech Christ our God that He will save our souls.